# Miguel Lourenço
Miguel Lourenço (7 febbraio 1920 – ...) è stato un calciatore portoghese, di ruolo attaccante.

## Carriera

### Club
Nel 1939 Lourenço si aggrega al Benfica, diventando una riserva sia di Alfredo Valadas che di Guilherme Espírito Santo. Esordisce con gli Encarnados il 22 ottobre 1939 nella partita vinta 6-1 contro il Carcavelinhos FC, nella quale marca la quarta rete al 63º minuto. Riappare in seguito solamente il 4 febbraio 1940, quando prende il posto di Espírito Santo in un match contro il Leixões in Primeira Divisão; nella stessa stagione vince la Coppa di Portogallo 1939-1940. Nella stagione successiva, il ventenne Lourenço gioca la maggior parte delle partite in coppa, dove segna sei reti in dodici partite.
Nel 1942 lascia il Benfica e due anni più tardi si trasferisce all'Estoril Praia, rimanendovi fino al 1953.

### Nazionale
Ha collezionato 2 presenze con la maglia della nazionale: la prima il 16 giugno 1946 contro l'Irlanda, mentre la seconda nella sconfitta contro l'Italia del 27 febbraio 1949, in cui Lourenço marca il gol della bandiera del 4-1.

## Statistiche

### Presenze e reti in Nazionale
| Cronologia completa delle presenze e delle reti in nazionale ― Portogallo | Cronologia completa delle presenze e delle reti in nazionale ― Portogallo | Cronologia completa delle presenze e delle reti in nazionale ― Portogallo | Cronologia completa delle presenze e delle reti in nazionale ― Portogallo | Cronologia completa delle presenze e delle reti in nazionale ― Portogallo | Cronologia completa delle presenze e delle reti in nazionale ― Portogallo | Cronologia completa delle presenze e delle reti in nazionale ― Portogallo | Cronologia completa delle presenze e delle reti in nazionale ― Portogallo |
| Data                                                                      | Città                                                                     | In casa                                                                   | Risultato                                                                 | Ospiti                                                                    | Competizione                                                              | Reti                                                                      | Note                                                                      |
| ------------------------------------------------------------------------- | ------------------------------------------------------------------------- | ------------------------------------------------------------------------- | ------------------------------------------------------------------------- | ------------------------------------------------------------------------- | ------------------------------------------------------------------------- | ------------------------------------------------------------------------- | ------------------------------------------------------------------------- |
| 16-06-1946                                                                | Oeiras                                                                    | Portogallo                                                                | 3 – 1                                                                     | Irlanda                                                                   | Amichevole                                                                | -                                                                         |                                                                           |
| 27-02-1949                                                                | Genova                                                                    | Italia                                                                    | 4 – 1                                                                     | Portogallo                                                                | Amichevole                                                                | 1                                                                         |                                                                           |
| Totale                                                                    |                                                                           | Presenze                                                                  | 2                                                                         |                                                                           | Reti                                                                      | 1                                                                         |                                                                           |

## Palmarès

### Club

#### Competizioni nazionali
- Coppa del Portogallo: 1

Benfica: 1939-1940